# Melomys leucogaster
Melomys leucogaster és una espècie de mamífer rosegador de la família dels múrids. Són rosegadors de mitjanes dimensions, amb una llargada de cap a gropa de 153 a 154 mm, una cua de 134 a 142 mm i un pes de fins a 146 g. Aquesta espècie es troba des de la part meridional de la serralada central de Nova Guinea fins a les costes adjacents, i també hi ha una població aïllada al nord-oest de l'illa. Viu en boscos tropicals humits de fins a 1.400 msnm.